# Otuzikilyar
Otuzikilyar (ryska: Отузикиляр, azerbajdzjanska: Otuzikilər) är en ort i Azerbajdzjan.   Den ligger i distriktet Bərdə Rayonu, i den centrala delen av landet, 220 km väster om huvudstaden Baku. Otuzikilyar ligger 30 meter över havet och antalet invånare är 2 280.
Terrängen runt Otuzikilyar är platt. Närmaste större samhälle är Barda, 9,7 km väster om Otuzikilyar.
Omgivningarna runt Otuzikilyar är en mosaik av jordbruksmark och naturlig växtlighet. Runt Otuzikilyar är det ganska tätbefolkat, med 129 invånare per kvadratkilometer.